# Fuchsia nigricans
Fuchsia nigricans là một loài thực vật có hoa trong họ Anh thảo chiều. Loài này được Linden ex Planch. mô tả khoa học đầu tiên năm 1849.